# Klášter Panny Marie (Vatikán)
Klášter Panny Marie se nachází ve Vatikánských zahradách, v blízkosti Radia Vatikán.
Ženský klášter založil v roce 1994 papež Jan Pavel II. Každých pět let jsou do kláštera pozvány příslušnice jiného řádu. Kromě náboženských úkonů se jeptišky věnují výrobě a údržbě rouch i jiných liturgických předmětů a také pěstování květin, ovoce a zeleniny v zahrádce před budovou kláštera. Sestry se střídaly až do prosince 2012, kdy odešly poslední, a začala rekonstrukce. Od února 2013 do prosince 2022 byl klášter rezidencí emeritního papeže Benedikta XVI.
V roce 2023 papež František pozval opět řeholnice, tentokrát benediktinky z Argentiny. 